# Воронин, Сергей Николаевич (легкоатлет)
Серге́й Никола́евич Воро́нин (род. 25 ноября 1972) — российский легкоатлет, специалист по бегу на короткие дистанции. Выступал за сборную России по лёгкой атлетике в 1990-х годах, обладатель серебряной медали Всемирной Универсиады в Фукуоке, многократный призёр первенств всероссийского значения, участник ряда крупных международных стартов. Представлял Омскую область. Мастер спорта России. Председатель Федерации лёгкой атлетики Омской области.

## Биография
Родился 25 ноября 1972 года. Занимался лёгкой атлетикой в Омске в Детско-юношеской спортивной школе № 7. В 1994 году окончил Омский государственный институт физической культуры.
Первого серьёзного успеха на всероссийском уровне добился в сезоне 1993 года, когда на чемпионате России в Москве с российской командой выиграл серебряную медаль в зачёте эстафеты 4 × 400 метров.
Будучи студентом, в 1995 году представлял страну на Всемирной Универсиаде в Фукуоке — в беге на 200 метров дошёл до стадии полуфиналов, тогда как в эстафете 4 × 400 метров вместе с соотечественниками Иннокентием Жаровым, Дмитрием Беем и Дмитрием Косовым завоевал серебряную награду, уступив в финале только команде из США.
В 1996 году на международном турнире «Русская зима» в Москве занял восьмое место и установил свой личный рекорд в беге на 400 метров в помещении — 48,11. Позднее в 400-метровой дисциплине получил серебро на соревнованиях в Сочи, установив личный рекорд на открытом стадионе — 46,40. Принимал участие в Кубке Европы в Мадриде — на дистанции 400 метров финишировал шестым, в то время как в эстафете 4 × 400 метров совместно с Иннокентием Жаровым, Сергеем Подрезом и Дмитрием Косовым показал четвёртый результат.
В июне 1997 года в дисциплине 400 метров стал четвёртым на Мемориале братьев Знаменских в Москве.
В 1998 году был пятым на «Русской зиме» и на зимнем чемпионате России в Москве.
В 1999 году помимо прочего стартовал в эстафете 4 × 400 метров на Универсиаде в Пальме.
В 2000 году в 400-метровом беге занял пятое место на Кубке России в Туле, 15-е место на Мемориале Знаменских в Санкт-Петербурге, участвовал в зимнем чемпионате России в Волгограде и летнем чемпионате России в Туле.
После завершения спортивной карьеры проявил себя как спортивный функционер, работал в Омской спортивной школе олимпийского резерва, занимал должность заведующего отделением лёгкой атлетики. Председатель Президиума Федерации лёгкой атлетики Омской области. Судья всероссийской категории.